# Nacionalno prvenstvo ZDA 1950
Nacionalno prvenstvo ZDA 1950 v tenisu.

## Moški posamično
Art Larsen :  Herb Flam  6-3 4-6 5-7 6-4 6-3

## Ženske posamično
Margaret Osborne :  Doris Hart  6-4, 6-3

## Moške dvojice
John Bromwich /  Frank Sedgman :  Bill Talbert /  Gardnar Mulloy 7–5, 8–6, 3–6, 6–1

## Ženske dvojice
Louise Brough /  Margaret Osborne :  Shirley Fry /  Doris Hart 6–2, 6–3

## Mešane dvojice
Margaret Osborne duPont /   Ken McGregor :  Doris Hart /  Frank Sedgman 6–4, 3–6, 6–3